# ? (电影)
《?》（印尼语亦称，意思是“问号”）是部2011年印度尼西亚剧情片，由印尼导演哈农·布拉曼蒂约执导，雷瓦莉娜·萨尤斯·特玛特、雷萨·拉哈迪安、阿古斯·昆佐罗、恩迪塔、里罗·得万托和亨基·索莱曼主演。此电影着重刻画了印度尼西亚宗教的多元性，描绘了宗教信仰间的冲突。电影情节围绕着各自信仰佛教、伊斯兰教与天主教的三个家庭之间的接触展开。在一路风风雨雨之中，一些家庭成员因宗教暴力身亡，最终促成人们达成和解。
导演哈农是混血兒，他的这部《?》意图颠覆大众对于伊斯兰教是“激进的宗教”的认知。由于电影强调宗教多样性并探讨极具争议的话题，哈农所获得的支持寥寥。但最终，Mahaka Pictures向其注入50亿印尼盾（合60万美金）投资该片。电影于2011年1月5日在三宝垄杀青。
《?》于2011年4月7日上映，收获了较大的口碑认可，商业上也颇为成功。电影广受好评，超过55万人前往观看。它在2011年的印度尼西亚电影节中获得了九项提名，并获得最佳摄影奖。电影还于电影节期间在国际上展映。然而，因为电影表达了宗教多元主义的缘故，包括印度尼西亚烏理瑪委员会和伊斯兰捍卫者阵线在内的若干印尼穆斯林团体对该电影发起了抗议。

## 情节
《?》着墨于印度尼西亚各个不同信仰之间的关系。印度尼西亚是一个多宗教的国家，宗教间的冲突较为常见，并长时间处在暴力和歧视华裔的环境之中。电影的主要情节围绕着位于中爪哇省三宝垄市的一个村庄中的三个家庭展开——印度尼西亚华人兼佛教信徒陈家顺（Tan Kat Sun）和其子陈炳兴（英文名为）、穆斯林夫妇舒莱（Soleh）和门努（Menuk）、改宗至天主教的丽卡（Rika）与她信仰伊斯兰教的儿子阿比（Abi）。
陈家顺开了家中餐馆。虽然餐馆中有不少客户和员工都是穆斯林，但是这家中餐馆的菜谱中包含有穆斯林禁食的猪肉。陈家顺为了能够照顾到他的穆斯林员工和穆斯林顾客的特殊需求，在处理猪肉的时候使用了特殊的炊具，并禁止其他菜品和猪肉共用这个炊具。他还允许员工在工作时间进行礼拜，并在穆斯林最盛大的节日开斋节期间准假一天，期间餐馆还用帘子将橱窗遮挡，以示尊重。门努是餐馆的一名员工，她靠打工维持自己和丈夫舒莱的生计。丽卡是门努的好友，和演艺事业不太成功的穆斯林男演员苏利耶（Surya）关系也还不错。
陈家顺已年近七十。一天，他病倒了，餐馆便留给陈炳兴去打理。陈炳兴决定，为了迎合大众的口味，要么只烹饪非清真食品，要么只烹饪清真食品。餐馆从此只做猪肉，别的什么都不做，因此疏远了穆斯林顾客。陈炳兴还是门努的前男友，因此和舒莱发生了争执。舒莱对门努提出了离婚，门努对此十分沮丧，二人渐渐疏远。丽卡在改宗后被邻居乃至家人冷眼相待，感到压力很大，阿比也因此被其他人排挤。与此同时，苏利耶和多尼（Doni）都向丽卡示好。
舒莱加入了伊斯兰慈善组织伊斯兰教士联合会（伊聯），希望能够重振自我，只是一开始他非常不愿给教堂做安保工作，后来慢慢妥协。陈炳兴接手的餐馆为了趁开斋节其他餐馆都关门时大捞一笔而没有关门，并且还逼迫员工在这一天上班。舒莱因为看不惯陈炳兴的所作所为，旧恨加新仇带领一群穆斯林袭击了餐馆，陈家顺在此次事件中身亡。舒莱最后在一家天主教堂里发现一个炸弹后献出了自己的生命。当时教堂里正在举行仪式，他人带着炸弹一起冲出了教堂。炸弹最后引爆在教堂外，牺牲了舒莱，却拯救了教堂里所有的信众。陈炳兴为舒莱的所作所为所打动，他诵读了一遍《真主的九十九个尊名》，并改宗加入了伊斯兰教。陈炳兴还希望与门努重修旧好，虽说门努不一定会答应他。苏利耶从丽卡那里找到了份工作，在教堂的圣诞节、复活节庆典中饰演耶稣一角。一开始他有些犹豫，因为这份工作会和自己的信仰发生冲突，但随后他还是接受了这份高薪工作。庆典结束后，他在一个清真寺中朗读了《忠诚章》。改宗的丽卡也得到了她父母的祝福。

## 角色
| 演员                   | 角色中文名 | 角色英文名      | 简介 |
| ---------------------- | ---------- | --------------- | --- |
| 雷瓦莉娜·萨尤斯·特玛特 | 门努       |                 | 一位穆斯林女性，头戴希贾布，与舒莱是夫妇，和她喜欢的陈炳兴一起在的餐馆打工。饰演该角色的特玛特说，门努之所以嫁给了她并不爱的舒莱而不是陈炳兴是因为舒莱是穆斯林。                                                                                       |
| 雷萨·拉哈迪安          | 舒莱       |                 | 门努失业的丈夫，想要成为全家人的英雄。影片后半部分，他加入了伊聯多功能青年团。组织要求他负担起宗教场所的保卫工作，以应对可能的恐怖袭击。他最终在排爆中身亡，保护了整个教堂的信众。                                                                     |
| 恩迪塔                 | 丽卡       |                 | 改宗至天主教的年轻的寡妇，育有独子阿比。丽卡离了婚，也改变过自己的信仰，所以她常常遭到邻居的白眼。同时，她也因改宗问题与自己坚持伊斯兰教信仰的儿子阿比发生过争执。恩迪塔在2011的印度尼西亚电影节中获得芝特拉最佳女配角奖的提名，但未能获奖。           |
| 阿古斯·昆佐罗          | 苏利耶     |                 | 年轻的穆斯林男演员，丽卡的男朋友。他在演艺界不得志，甚至连一个次要角色的饭碗都保不住，也因此遇到了严重的财务危机，前途茫茫。他最终在丽卡的复活节、圣诞节庆祝活动中扮演了耶稣的角色。昆佐罗在2011的印度尼西亚电影节中获得最佳男配角的提名，但未能获奖。 |
| 里罗·得万托            | 陈炳兴     | 拼音： 英文名： | 陈家顺与林玉莉之子。他和父亲常常争吵，尤其是关于经营餐馆方面的事情。陈炳兴爱上了门努，但因为他不是穆斯林，门努拒绝了这份感情。在父亲去世后，陈炳兴改为信奉伊斯兰教。                                                                                   |
| 亨基·索莱曼            | 陈家顺     |                 | 印尼华人餐馆老板，林玉莉之夫及陈炳兴之父。陈家顺的健康状况不佳，但他在生活中始终积极向上。后来在餐馆的冲突中身亡。 |
| 厄得迈·索莱曼          | 林玉莉     |                 | 陈家顺的妻子，陈炳兴的母亲。她经常向门努提供自己的一些看法。 |
| 格伦·弗勒得利          | 多尼       |                 | 喜欢丽卡的一位年轻的天主教徒。 |
| 大卫·哈里克            | 瓦胡       |                 | 一位穆斯林宗教首领，亦是苏利耶的导师。 |
| 德迪·苏托莫            | -          | -               | 丽卡所处教堂的牧师。 |

## 制片
《?》的导演哈农本人是个中国-爪哇混血后裔。作为一个混血儿，他想要去拍摄一部有关背景多元化主题的电影。为了避免电影公映时可能受到的抗议，若是使用《自由主义》或者《多元主义》之类的标题的话，那些反对这些意识形态的人很有可能会发起抗议，因此除了《?》之外他也想不到别的更好的标题了。剧中的每一位独立的角色都是基于哈农自己认识的或者自己曾经读到过的人物。他拍摄这部影片的目的是“澄清对伊斯兰教错误的认识”，颠覆公众认为伊斯兰教是“激进宗教”的想法。在一场预先发布会中，哈农说《?》不是一部商业片，而是一部纪实片。这部影片是他执导的第十四部影片，也是继2008年的一夫多妻制浪漫戏剧《三爱太难》、2009年传记片《启蒙者》后导演的又一部伊斯兰主题的电影。

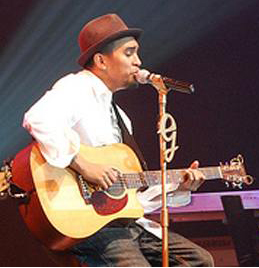
因为印尼的宗教现状十分敏感，歌手格伦·弗勒得利觉得他的角色多尼很有意思

一些投资方担心电影的多元化主题可能会“引战”而撤资。同时，哈农也很难得到主流工作室的支持。影片在给印度尼西亚电影审查委员会送审前剪掉了几个片段，其中包括陈家的餐馆将猪头挂在橱窗的场景。其他的一些引起争议的片段虽说没有被剔除，但也被删减。影片公映前，哈农曾经向约20人（包括若干宗教领导）征询意见，以确保影片没有冒犯到别人。蒂蒂恩·瓦蒂梅纳后来也参与到剧本工作中，并强化了剧中“忍耐”的元素。2011年1月5日，电影于三宝垄杀青。哈农后来说，三宝垄这个城市就是“忍耐”的一个例证。
和穆斯林主导的报纸《共和国报》隶属同一集团旗下的与同为影片的制片方。Mahaka Pictures的主管埃里克·索义耳称，公司之所以会参与制片是因为他“觉得印尼电影的质量堪忧”。他愿意与哈农合作，觉得哈农在他先前执导的影片中表现出了过硬的导演宗教电影的水平。据报道，电影制片共花费了50亿印尼盾（合60万美元）。
影片的音轨使用了印尼乐队Sheila on 7的两首歌曲（《我当然能行》）和（《我人生的字典》）。萨特里奥·布迪奥诺和萨夫特·道耳提亚则负责处理音效。
三宝垄人负责招揽群众演员，哈农则负责亲自联系主要角色。曾出演过《启蒙者》的阿古斯·昆佐罗因出演伊斯兰主题电影而闻名。看过剧本后，他便立刻接下了苏利耶的角色。歌手格伦·弗勒得利则想演多尼。鉴于印尼的宗教现状十分敏感，他觉得这个天主教极保守派的角色十分有意思。雷瓦莉娜·萨尤斯·特玛特曾出演过哈农2009年的电影《裹头巾的女人》。她觉得门努这个角色很有意思，也比她最近在恐怖电影中的角色要严肃很多。哈农亲自挑选的恩迪塔在了解故事大纲后立刻加入了演出阵容。

## 主题与风格
《明星小报》的撰稿人阿德·欧旺西指出，《?》是印度尼西亚的一个缩影，其中不同的宗教之间常常会产生冲突。他写道，哈农想要引导观众去思考宗教、文化、信仰带来的区别，而哈农本人则称，《?》是他个人对于印尼宗教现状的理解。影评人埃里克·萨索诺指出，电影的标语已经明明白白地将主题点了出来：“我们之间的不同真还的那么重要吗？”，并表示哈农在担心印度尼西亚会变成一个专政国家。在萨索诺看来，当所有的人都开始认为一切宗教本性为善、并对神赞美时，《?》中的冲突才开始得到解决。因此，当人们开始接受彼此的信仰时，宗教冲突才会停止。
《雅加达环球报》将电影描绘成“对现代社会中伊斯兰教的角色与状态的研究”。萨索诺指出，电影中的穆斯林们不论是使用充满种族主义色彩的，还是在袭击陈家顺的餐馆时，都没有明确表示出他们行为背后的动机。在横向比较《?》、阿斯鲁尔·萨尼1977年的电影（《多福》）、1982年电影《Titian Serambut，除以七》中穆斯林团体的行为之后，萨索诺推测，哈农可能在担心这些团体不再需要以挑衅他人的罪名去袭击别人了。萨索诺还认为影片的分镜低俗、缺乏细节，但影片也正因为此而显得更加戏剧化，这一点在一个清真寺崩塌的镜头中特為尤甚。

## 发行
《?》2011年3月31日在南雅加达甘达利亚市首映，并于同年4月7日公映。上映时，一家当地的移动运营商与片方合作举办了一个比赛，邀请观众为影片讲述的故事起一个名字，并称最好的那个将会被采纳，在电影DVD版发行的时候使用，但这个最终承诺没有兑现。在《?》公演的头五天内共有10万人前去观看。在九月中旬，《?》的观影人数已超过55万人次。电影也享誉国际。在澳大利亚的印尼电影节中，《?》在2011年8月25日作为电影节的闭幕电影放映。据导演哈农说，电影也曾在温哥华和巴黎上映，并获得了正面的评价。

电影的小说版（《问号中的和谐》，出版社）在2011年12月发售，作者为梅爾比·因德拉·丹·阿德里亚提。小说版将电影的背景进一步拓宽，并描绘了亨德拉与门努之间的情感。在2012年2月21日，通过了1月份的电影审核后，开始发售《?》的DVD版本。DVD版本使用了印尼文的对白，印尼文与英文的字幕，并含有幕后制作过程、花絮等。在DVD版的前言中，的罗尼·P·占得拉写道，观者应当以开明的心态来观看本影片，因为影片的冲突全都是在反映社会现实。

## 评价
《?》获得了影评界正面的反响。《雅加達郵報》撰稿人因达·斯迪阿瓦蒂写道，电影“勇敢地尝试以一个不那么严肃的方式去讨论伊斯兰教等国家面临的诸多敏感宗教问题”，观众应当“时刻做好突然大笑又伤心落泪的准备”。印尼杂志《時代》的撰稿人阿古斯利亚说，《?》比有着相似故事背景的2010年印尼电影节的大赢家《三心两友一爱人》拍得还要好。《专业之声》的撰稿人卡托由·DS在观看了一场试映后，称赞其情节、镜头与音效都很好。
三宝垄日报《獨立之聲》撰稿人本尼·本科认为，哈农用《?》来表达印尼的“忍耐”，但却没有对这个话题老生常谈，只是他觉得包括亨德拉的对话在内的一些场景做的有点过头了。老牌天主教日报《罗盘报》的影评人弗兰斯·萨尔托诺认为电影有些教训主义，但最终仍然十分有趣。在印尼宗教的大动乱中，电影所传达的舆论思想非常有其必要性。

### 争议
在《?》公映后，伊斯兰教保守派伊斯兰捍卫者阵线（简称）发动游行反对该电影，谴责电影中的多元主义。隸屬伊聯的青年組織多功能青年团（Banser）也抗议这部电影的内容失实——该片其中一幕讲述多功能青年团团员行善之後會得到金錢報酬；多功能青年团除了否認這樣的事情，還表示对此感到冒犯。印度尼西亚烏理瑪委员会（简称）的文化中心负责人喬利·里德旺称，“电影很显然在宣扬宗教多元主义”，而在2005年时就宣称这是违反戒律的。印尼电视台SCTV宣布在2011年的开斋节期间上映《?》时曾遭到抗议。在电视台大楼外组织示威，上百名成员参与要求取消电影的播映。最终，电视台方面宣布取消放映。该举措受到多方批评，被认为是对“投降”。
文化旅游业部长哲罗·瓦芝克回应对于《?》的批评时说，电影最好能够起名为《存异求同》（印尼的国家格言），并指出电影中的跨种族、跨信仰的忍耐乃印尼的“国家形象”。前著名多元主义总统阿卜杜拉赫曼·瓦希德的次女、宗教活动家延妮‧瓦希德称赞道，《?》“成功地向印尼传达了多元主义的想法”，对其的批评不应管中窥豹。虽然导演哈农一开始还发推称“抗议活动是在免费打广告”，但后来他还是与组织进行磋商，并同意砍掉部分场景以避免抗议活动。在2011年的一次采访中，他说他“十分困惑”为何穆斯林很难接受这部电影。

## 荣誉
《?》在2011年的印度尼西亚电影节中获得九项提名，并最终获得一项最佳摄影奖。它与《舞者》和《依然没有平凡的爱情》同为当年获得提名最多的电影，但却是三部影片中获奖最少的。《舞者》获得了两项《?》被提名的奖，其中包括最佳导演奖。与此同时，《依然没有平凡的爱情》则取得了最佳音效奖，《镜子不说谎》则取得了最佳原创故事奖。2012年，《?》获得万隆电影节的三项提名，未获奖。这三项提名均被《镜子不说谎》取得。
| 奖项             | 年份 | 类别           | 获提名                             | 结果 |
| ---------------- | ---- | -------------- | ---------------------------------- | ---- |
| 印度尼西亚电影节 | 2011 | 最佳导演奖     | 哈农·布拉曼蒂约                    | 提名 |
| 印度尼西亚电影节 | 2011 | 最佳剧本奖     | 蒂蒂恩·瓦蒂梅纳                    | 提名 |
| 印度尼西亚电影节 | 2011 | 最佳原创故事奖 | 哈农·布拉曼蒂约                    | 提名 |
| 印度尼西亚电影节 | 2011 | 最佳摄影奖     | 雅迪·苏甘迪                        | 獲獎 |
| 印度尼西亚电影节 | 2011 | 最佳艺术指导奖 | 法烏茲                             | 提名 |
| 印度尼西亚电影节 | 2011 | 最佳视频剪辑奖 | 泽萨·大卫·鲁克玛西亚               | 提名 |
| 印度尼西亚电影节 | 2011 | 最佳音效剪辑奖 | 萨特里奥·布迪奥诺、萨夫特·道耳提亚 | 提名 |
| 印度尼西亚电影节 | 2011 | 最佳男配角     | 阿古斯·昆佐罗                      | 提名 |
| 印度尼西亚电影节 | 2011 | 最佳女配角     | 恩迪塔                             | 提名 |
| 万隆电影节       | 2012 | 最佳导演奖     | 哈农·布拉曼蒂约                    | 提名 |
| 万隆电影节       | 2012 | 最佳摄影奖     | 雅迪·苏甘迪                        | 提名 |
| 万隆电影节       | 2012 | 最佳海报奖     |                                    | 提名 |

## 脚注与参考

### 脚注
1. ↑  Sidel 2006，第1–4頁.
2. ↑  . www.guojiribao.com.   [2017-04-11]. （原始内容存档于2017-10-20）.
3. 1 2 3 4 5 6  Official Website 2011, Cast & Crew.
4. ↑  Bramantyo 2012，10:50–10:54.
5. 1 2 3 4 5 6 7  Official Website 2011, Press.
6. 1 2 3  Kurniasari 2011, A vibrant year.
7. 1 2 3  Filmindonesia.or.id, Penghargaan Tanda Tanya.
8. 1 2 3 4  Irwansyah 2011, Mengapa Hanung Bramantyo.
9. ↑  Kartoyo DS 2011, Bikin Film Toleransi Agama.
10. 1 2 3 4  Aguslia 2011, Sebuah Tanda Tanya.
11. 1 2  Setiawati 2011, Is film censorship.
12. ↑  Bramantyo 2012，2:20–2:25.
13. 1 2 3  Setiawati 2011, Questioning intolerance.
14. 1 2 3 4 5  The Jakarta Globe 2011, Making Movies With.
15. ↑  Bramantyo 2012，7:20–7:45.
16. ↑  Maullana 2011, Hanung Menyentuh Isu.
17. ↑  Bramantyo 2012，2:48–2:54.
18. ↑  Armitrianto 2011, Ingatan Toleransi.
19. 1 2 3  Setiawati 2011, Hanung's new film.
20. ↑  Bramantyo 2012，8:10–8:25.
21. ↑  Suara Merdeka 2011, Kolaborasi Hanung-Zaskia.
22. ↑  Sofyan 2011, Sheila On 7.
23. ↑  Sudibyo 2011, Kalau Bayar Casting.
24. ↑  Bramantyo 2012，2:30–2:34.
25. ↑  Setiawati 2011, Agus Kuncoro: His Life.
26. ↑  Bramantyo 2012，11:55–12:04.
27. ↑  Suara Merdeka 2011, Revalina S Temat.
28. ↑  Kompas 2011, Meledak-ledak.
29. ↑  Sasono 2012，第4頁.
30. ↑  Sasono 2012，第9–10頁.
31. ↑  Sasono 2012，第5頁.
32. ↑  Sasono 2012，第6頁.
33. ↑  Sasono 2012，第8頁.
34. 1 2  Liner notes for ?.
35. 1 2 3  Rakhmani 2011, Questioning religious divides.
36. ↑  Suara Merdeka 2011, "Tendangan dari Langit".
37. ↑  Herman 2011, Masyarakat Australia.
38. ↑  IFF, '?' Question Mark.
39. ↑  Dapur Film, Film Tanda Tanya.
40. ↑  Khumaesi 2012, Novel 'Harmoni Dalam Tanda Tanya'.
41. ↑  Khumaesi 2012, DVD dan Novel.
42. ↑  Tjandra 2012，第1頁.
43. ↑  Kartoyo DS 2011, Mengukur Kadar Kesadaran.
44. ↑  Benke 2011, Merayakan Indonesia.
45. ↑  Sartono 2011, Drama di Sekitar Warung China.
46. 1 2 3 4  The Jakarta Post 2011, FPI pulls scalpel.
47. 1 2  The Jakarta Globe 2011, SCTV Widely Criticized.
48. ↑  The Jakarta Post 2011, Hanung's new film.
49. ↑  Maullana 2011, FFI 2011.
50. ↑  KapanLagi.com 2012, Nominasi Festival Film Bandung.
51. ↑  Fikri 2012, Daftar Lengkap.

### 网络资料
- . Indonesian Film Festival.   [2012-06-10]. （原始内容存档于2012-06-10）.
- Aguslia.  [A Question Mark from Hanung Bramantyo]. Tempo. 2011-04-07  [2011-11-06]. （原始内容存档于2011-11-06） （印度尼西亚语）.
- Armitrianto, Adhitia.  [Reminder for Tolerance in Tanda Tanya]. Suara Merdeka. 2011-04-09  [2012-06-10]. （原始内容存档于2012-06-10） （印度尼西亚语）.
- Benke, Benny.  [Celebrating Indonesia]. Suara Merdeka. 2011-04-01  [2012-06-10]. （原始内容存档于2012-06-10） （印度尼西亚语）.
- . Official Website for ?. Mahaka Pictures.   [2011-12-18]. （原始内容存档于2011-12-18） （印度尼西亚语）.
- . The Jakarta Post. 2010-09-12  [2010-06-20]. （原始内容存档于2012-06-19）.
- [The Film Tanda Tanya Received Positive Response at International Festivals]. Dapur Film.   [2012-06-10]. （原始内容存档于2012-06-10） （印度尼西亚语）.
- Fikri, Ahmad.  [Full List of Winners, 2012 Bandung Film Festival]. Tempo. 2012-05-13  [2013-01-23]. （原始内容存档于2013-01-23） （印度尼西亚语）.
- . The Jakarta Post. 2011-08-29  [2011-11-06]. （原始内容存档于2011-11-06）.
- . The Jakarta Post. 2011-04-09  [2011-11-06]. （原始内容存档于2011-11-06）.
- Herman, Ami.  [Australians Like Indonesian Films]. Suara Karya. 2011-10-08  [2011-06-10]. （原始内容存档于2012-06-10） （印度尼西亚语）.
- Irwansyah, Ade.  [Why Did Hanung Bramantyo Entitle His Film '?' ?]. Tabloid Bintang. 2011-03-31  [2011-11-06]. （原始内容存档于2011-11-06） （印度尼西亚语）.
- Kartoyo DS.  [Making a Film About Religious Tolerance]. Suara Karya. 2011-01-03  [2012-06-10]. （原始内容存档于2012-06-10）.
- Kartoyo DS.  [Measuring Society's Patience and Tolerance]. Suara Karya. 2011-04-02  [2012-11-06]. （原始内容存档于2012-06-10）.
- Khumaesi, Aghia.  [DVD and Novelisation of 'Tanda Tanya' have been Launched]. Republika. 2012-02-22  [2011-11-06]. （原始内容存档于2012-06-10） （印度尼西亚语）.
- Khumaesi, Aghia.  [The Novel 'Harmoni Dalam Tanda Tanya' is an Answer to Viewers' Questions]. Republika. 2012-02-22  [2011-11-06]. （原始内容存档于2012-06-10） （印度尼西亚语）.
- [Hanung and Zaskia's Collaboration]. Suara Merdeka. 2011-02-25  [2012-11-06]. （原始内容存档于2012-06-10） （印度尼西亚语）.
- Kurniasari, Triwik. . The Jakarta Post. 2011-12-18  [2012-01-12]. （原始内容存档于2012-01-12）.
- . Jakarta Globe. 2011-04-08  [2011-11-06]. （原始内容存档于2011-11-06）.
- Maullana, Irfan.  [FFI 2011: '?', 'MBCB', and 'Sang Penari' Most Nominations]. Kompas. 2011-11-28  [2012-08-18]. （原始内容存档于2012-08-18） （印度尼西亚语）.
- Maullana, Irfan.  [Hanung Touches on Sensitive Issues in the Film '?']. Kompas. 2011-03-31  [2011-11-06]. （原始内容存档于2011-11-06） （印度尼西亚语）.
- [Exploding]. Kompas. 2011-04-10  [2011-06-10]. （原始内容存档于2012-06-10） （印度尼西亚语）.
- [Nominations for 2012 Bandung Film Festival]. KapanLagi.com. Jakarta. 2012-05-01  [2013-01-21]. （原始内容存档于2013-01-21） （印度尼西亚语）.
- [Awards for Tanda Tanya]. filmindonesia.or.id. Jakarta: Konfidan Foundation.   [2012-11-06]. （原始内容存档于2012-06-10） （印度尼西亚语）.
- . Official Website for ?. Mahaka Pictures.   [2011-12-18]. （原始内容存档于2011-12-18） （印度尼西亚语）.
- Rakhmani, Inaya. . Inside Indonesia. 2011-10-03  [2011-11-06]. （原始内容存档于2011-11-06）.
- [Revalina S Temat Happy to Be Menuk]. Suara Merdeka. 2011-04-02  [2012-11-06]. （原始内容存档于2012-06-10） （印度尼西亚语）.
- Sartono, Frans.  [Drama Around a Chinese Restaurant]. Kompas. 2011-04-04  [2012-11-06]. （原始内容存档于2012-06-10） （印度尼西亚语）.
- . Jakarta Globe. 2011-08-29  [2011-11-06]. （原始内容存档于2011-11-06）.
- Setiawati, Indah. . The Jakarta Post. 2011-04-17  [2012-05-17]. （原始内容存档于2012-05-17）.
- Setiawati, Indah. . The Jakarta Post. 2011-04-17  [2011-11-06]. （原始内容存档于2011-11-06）.
- Setiawati, Indah. . The Jakarta Post. 2011-10-23  [2011-11-06]. （原始内容存档于2011-11-06）.
- Setiawati, Indah. . The Jakarta Post. 2011-04-10  [2011-11-06]. （原始内容存档于2011-11-06）.
- Sofyan, Eko Hendrawan.  [Sheila On 7 was Meant for Hanung's Newest Film]. Kompas. 2011-04-02  [2012-11-06]. （原始内容存档于2012-06-10） （印度尼西亚语）.
- Sudibyo, Anton.  [If You Must Pay To Be Cast, It's Fraud]. Suara Merdeka. 2011-04-11  [2011-06-10]. （原始内容存档于2012-06-10） （印度尼西亚语）.
- ['Tendangan dari Langit' Most Lucretive]. Suara Merdeka. 2011-09-18  [2012-06-10]. （原始内容存档于2012-06-10） （印度尼西亚语）.
- Yazid, Nauval. . Jakarta Globe. 2011-12-26  [2012-06-05]. （原始内容存档于2012-06-05）.